# Chlanidophora mariae
Chlanidophora mariae är en fjärilsart som beskrevs av Köhler 1924. Chlanidophora mariae ingår i släktet Chlanidophora och familjen nattflyn. Inga underarter finns listade i Catalogue of Life.